# Cantó de La Bruguièira
El cantó de La Bruguièira és un cantó del departament francès del Tarn, a la regió d'Occitània. Està inclòs al districte de Castres i té 7 municipis. El cap cantonal és La Bruguièira.

## Municipis
- Escorsens
- La Bruguièira
- La Garriga
- Nòstra Dama de Noalhac
- Sant Africa de las Montanhas
- Val Durenca
- Vivièrs de las Montanhas

## Història
| Data d'elecció                           | Identitat          | Partit        | Qualitat |
| ---------------------------------------- | ------------------ | ------------- | -------- |
| 1985-1998                                | Jacqueline Alquier | PS            |          |
| 1998-2004                                | Maurice Boyer      | PS            |          |
| 2004-                                    | Michel Benoit      | Divers gauche |          |
| les dades anteriors no són pas conegudes |                    |               |          |
|                                          |                    |               |          |

## Demografia
| 1962  | 1968  | 1975  | 1982   | 1990   | 1999   | 2007   |
| ----- | ----- | ----- | ------ | ------ | ------ | ------ |
| 7.887 | 8.680 | 9.124 | 10.274 | 10.783 | 11.300 | 12.172 |